# Виртуальная смарт-карта
Виртуальная смарт-карта — программная реализация смарт-карты, позволяющая выполнять полный набор операций, доступный аппаратным ключевым носителям (смарт-картам, USB-токенам).
Виртуальная смарт-карта полностью эмулирует поведение физической смарт-карты. Для операционной системы компьютера и приложений, с которыми работает пользователь, виртуальная смарт-карта неотличима от физического аналога.
Технология виртуальной смарт-карты появилась в ОС Windows Server 2012, Windows 8 и Windows RT. В зависимости от реализации технологии, роль физического носителя и соответствующего считывателя могут выполнять микросхема доверенного платформенного модуля (TPM), специальное хранилище ключей и цифровых сертификатов или даже смартфон пользователя.
Виртуальная смарт-карта привязывается к пользователю и компьютеру. Для пользователя виртуальная смарт-карта представляет собой смарт-карту, которая постоянно существует на компьютере. Для того, чтобы пользователь мог использовать смарт-карту на нескольких компьютерах, необходимо выпустить карту на каждом из них. Если с одним компьютером работают несколько пользователей, каждому из них выдается отдельная виртуальная смарт-карта.

## Сценарии использования
Виртуальная смарт-карта полностью эмулирует функциональность и набор пользовательских сценариев, доступных физическим ключевым носителям. Так же, как традиционные смарт-карты, виртуальная смарт-карта позволяет выполнять:
- электронно-цифровую подпись данных
- шифрование и расшифровку данных
- двухфакторную аутентификацию пользователей
- доступ в режиме Single Sign-On

## Преимущества
Отсутствие аппаратной составляющей определяет ряд преимуществ виртуальной смарт-карты по сравнению с физической смарт-картой:
- виртуальная смарт-карта не требует затрат, связанных с приобретением, обслуживанием и заменой пластиковых смарт-карт, считывателей, USB-токенов
- для подключения виртуальной смарт-карты не требуется наличие свободного USB-порта
- виртуальная смарт-карта не может быть забыта, утеряна или передана коллегам (например, для того, чтобы отметить присутствие на рабочем месте)
- получение виртуальной смарт-карты выполняется удаленно и не требует личного визита сотрудника или администратора